# Entrenadors campions de l'NBA
La següent és una llista dels entrenadors que han guanyat algun cop el títol de campió de l'NBA, ordenats per nombre de victòries.

## Entrenadors que han guanyat títols a l'NBA (28)

### 11 títols
Phil Jackson
- Chicago Bulls (1991, 1992, 1993, 1996, 1997, 1998)
- Los Angeles Lakers (2000, 2001, 2002, 2009, 2010)

### 9 títols
Red Auerbach
- Boston Celtics (1957, 1959, 1960, 1961, 1962, 1963, 1964, 1965, 1966)

### 5 títols
John Kundla
- Minneapolis Lakers (1949, 1950, 1952, 1953, 1954)

Pat Riley
- Los Angeles Lakers (1982, 1985, 1987, 1988)
- Miami Heat (2006)

Gregg Popovich
- San Antonio Spurs (1999, 2003, 2005, 2007, 2014)

### 4 títols
Steve Kerr
- Golden State Warriors (2015, 2017, 2018, 2022)

### 2 títols
Alex Hannum
- St. Louis Hawks (1958)
- Philadelphia 76ers (1967)

Bill Russell
- Boston Celtics (1968, 1969)

Red Holzman
- New York Knicks (1970, 1973)

Tom Heinsohn
- Boston Celtics (1974, 1976)

K. C. Jones
- Boston Celtics (1984, 1986)

Chuck Daly
- Detroit Pistons (1989, 1990)

Rudy Tomjanovich
- Houston Rockets (1994, 1995)

Erik Spoelstra
- Miami Heat (2012, 2013)

### 1 títol
Eddie Gottlieb
- Philadelphia Warriors (1947)

Buddy Jeannette
- Baltimore Bullets (1948)

Les Harrison
- Rochester Royals (1951)

Al Cervi
- Syracuse Nationals (1955)

George Senesky
- Philadelphia Warriors (1956)

Larry Costello
- Milwaukee Bucks (1971)

Bill Sharman
- Los Angeles Lakers (1972)

Al Attles
- Golden State Warriors (1975)

Jack Ramsay
- Portland Trail Blazers (1977)

Dick Motta
- Washington Bullets (1978)

Lenny Wilkens
- Seattle SuperSonics (1979)

Paul Westhead
- Los Angeles Lakers (1980)

Bill Fitch
- Boston Celtics (1981)

Billy Cunningham
- Philadelphia 76ers (1983)

Larry Brown
- Detroit Pistons (2004)

Doc Rivers
- Boston Celtics (2008)

Rick Carlisie
- Dallas Mavericks (2011)

Tyron Lue
- Cleveland Cavaliers (2016)

Nick Nurse
- Toronto Raptors (2019)

Frank Vogel
- Los Angeles Lakers (2020)

Mike Budenholzer
- Milwaukee Bucks (2021)

Michael Malone
- Denver Nuggets (2023)

Joe Mazzula
- Boston Celtics (2024)

## Entrenadors que han guanyat un títol amb almenys dos equips diferents (3)
Alex Hannum
- St. Louis Hawks (1958)
- Philadelphia 76ers (1967)

Pat Riley
- Los Angeles Lakers (1982, 1985, 1987, 1988)
- Miami Heat (2006)

Phil Jackson
- Chicago Bulls (1991, 1992, 1993, 1996, 1997, 1998)
- Los Angeles Lakers (2000, 2001, 2002, 2009, 2010)